# Eurytrochus affinis
Eurytrochus affinis is een slakkensoort uit de familie van de Trochidae. De wetenschappelijke naam van de soort is voor het eerst geldig gepubliceerd in 1872 door Garrett als Gibbula (Eurytrochus) affinis.